# Bernardino de Vecchi
Bernardino de Vecchi (Siena, 28 de junho de 1699 - Roma, 24 de dezembro de 1775) foi um cardeal do século XVIII e XIX

## Nascimento
Nasceu em Siena em 28 de junho de 1699. Era bisneto de um primo do Papa Alexandre VII, chamado Alessandro Marsili, através de quem também era parente da família Farnese; e por sua esposa, que era da família Bichi, também descendia das famílias Piccolomini e Petrucci. Ele também está listado como Bernardinus de Vechiis e seu sobrenome também está listado como De Vecchis.

## Juventude
Entrou no estado eclesiástico e foi para Roma. Referendário do Tribunal da Assinatura Apostólica, abril de 1728. Eleitor do Tribunal da Assinatura Apostólica de Justiça, março de 1734; e da Assinatura Apostólica da Graça, dezembro de 1751. Decano dos eleitores do Tribunal da Assinatura Apostólica de Justiça, 1752. Clérigo da Câmara Apostólica, dezembro de 1753. Prefeito da Annona , dezembro de 1753; e novamente em outubro de 1766. Presidente da Zecca , setembro de 1759. Prefeito da Grascia , novembro de 1761. Abade comendador de S.Girolamo di Siena, janeiro de 1769. Decano dos clérigos da Câmara Apostólica, 1772). Comendador Abadede S. Maria di Capolongo, Arezzo, fevereiro de 1771.

## Cardinalato
Criado cardeal diácono no consistório de 24 de abril de 1775; recebeu o chapéu vermelho em 27 de abril de 1775; e a diaconia de S. Cesareo in Palatio, 29 de maio de 1775

## Morte
Morreu em Roma em Domingo, 24 de dezembro de 1775, por volta das 21h, após sofrer grave doença. Exposto na igreja Servita de S. Marcello, Roma, onde ocorreu o funeral na quinta-feira, 28 de dezembro; e seu corpo foi transferido e enterrado em particular na igreja de S. Caterina di Siena, na strada Giulia , Roma. Em seu testamento, ele nomeou seu sobrinho como herdeiro; e deixou uma anuidade vitalícia para seus empregados.